# Museo de Frisia Occidental

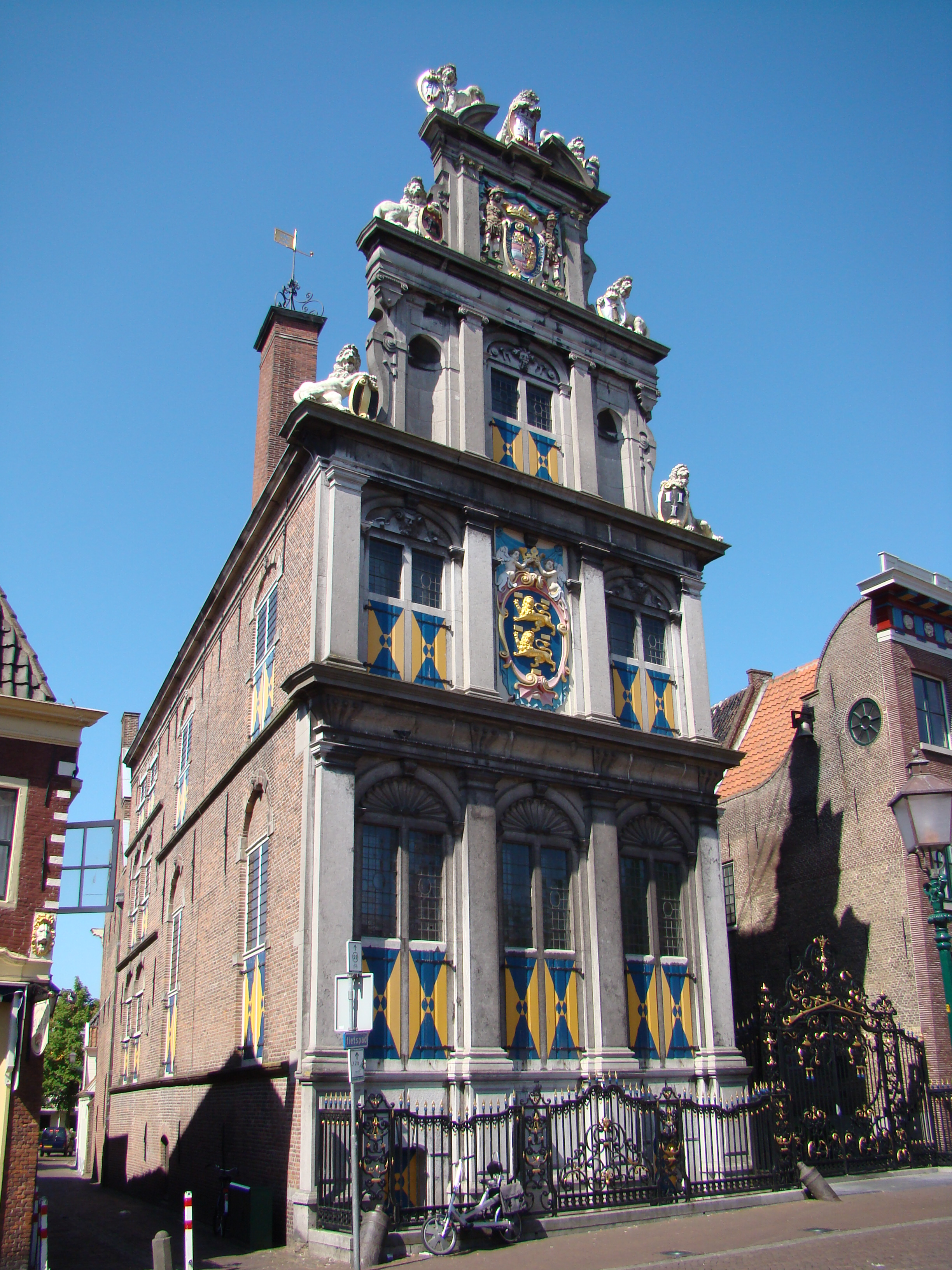
Museo Westfries

El Museo Westfries es un museo ubicado en la ciudad holandesa de Hoorn, el cual está especializado en la historia de la zona.

## Historia
El museo, inaugurado el 10 de enero de 1880, ocupa un edificio monumental que data de 1632. Originalmente, el edificio perteneció al Gecommitteerde Raden van West-Friesland en het Noorderkwartier, como parte de los Estados de Holanda y Frisia Occidental (entidad legislativa holandesa de los siglos XVII y XVIII), y posteriormente se convirtió en un tribunal. Hasta 1932, parte del edificio albergó el tribunal local y parte de su museo.

## Exhibiciones
El museo cuenta con una extensa colección de pinturas, objetos de plata, porcelana, armas de fuego históricas, objetos del Schutterij (milicia local del siglo XVII) y objetos de la VOC. La colección se exhibe en 25 salas, una de las cuales es una sala de estilo. En 1953, se descubrieron bodegas del siglo XV bajo el edificio. Estas han sido restauradas y ahora se utilizan como espacios de exposición para objetos arqueológicos de Hoorn y sus alrededores.

## Hurto
El 10 de enero de 2005, la noche en que el museo celebró su 125.º aniversario, 4 personas robaron 21 cuadros y parte de la colección de plata. 4 de las pinturas fueron encontradas en Ucrania en abril de 2016. Otra pintura fue recuperada de un apartamento en Cracovia, Polonia, en 2024.